# Fjaler
Fjaler és un municipi situat al comtat de Vestland, Noruega. Té 2.830 habitants (2016) i la seva superfície és de 416,51 km². El centre administratiu del municipi és la població de Dale.